# 西里爾山
西里爾山（英語：Mount Cyril），是南極洲的山峰，位於杜費克海岸，屬於英聯邦山脈的一部分，海拔高度1,190米，由英國探險隊發現和命名，現時由南極條約體系管理。